# Парламентські вибори у Великій Британії 1959
Парламентські вибори у Великій Британії проходили 8 жовтня 1959 року. Вони ознаменували третю поспіль перемогу правлячої консервативної партії, очолювану Гарольдом Макмілланом.
Консерватори збільшили свою перевагу, знову ж таки, на 101 місце над Лейбористською партією, очолюваною Х'ю Гейтскеллом та Ліберальною партією, очолюваною Джо Грімондом. Це на сьогоднішній день єдиний випадок після Другої Світової війни, коли урядові вдалося збільшити підтримку в парламенті та втретє підряд сформувати уряд. Однак, незважаючи на цей успіх, консерваторам не вдалося завоювати більшість місць у Шотландії, чого не зроблено і досі. А це означає початок панування лейбористів Шотландії у Вестмінстері, яка проіснувала до підйому Шотландської національної партії на парламентських виборах 2015 року.
На цих виборах вперше стали депутатами майбутній лідер ліберальної партії Джеремі Торп та майбутній лідер консерваторів і прем'єр-міністр Маргарет Тетчер.

## Фон
Після Суецької кризи 1956 року Ентоні Іден, консервативний прем'єр-міністр, став непопулярним. У 1957 році він пішов у відставку і його змінив Гарольд Макміллан.
На той момент Лейбористська партія, лідер якої Х'ю Гейтскелл змінив Клемента Еттлі після парламентських виборів 1955 року, мала велику підтримку, згідно з опитуваннями громадської думки. Цей факт вселив надію в їх штабі, що вони могли б виграти.
У ліберальній партії також з'явився новий лідер — Джо Грімонд. Отже, всі три партії брали участь у виборах з новими лідерами.
Однак, консерваторам вдалось скористатися фактом зростання британської економіки за урядування Макміллана. Завдяки цьому його особистий рейтинг залишався досить високим. До вересня 1958 року консерватори також піднялися вгору в опитуваннях громадської думки на відміну від лейбористів.

## Передвиборча кампанія
Всі три головні партії змінили керівництво після попередніх виборів. Консерватори боролися під гаслом «життя краще з консерваторами, не дозволяйте лейбористам його зіпсувати». Також їм допоміг передвиборний економічний бум. Макміллан дуже ефективно оцінив настрої британської громадськості, коли він сказав, що «більшості людей ніколи не було так добре». Макміллан був дуже популярний, він позиціювався як центристський політик. В 1930-ті роки він представляв виборчий округ у Північній Англії (Стоктон-він-Тіс), що зіткнувся з широкомасштабним безробіттям і бідністю. Перший тиждень опитування поставили Торі попереду лейбористів більш ніж на 5 %, але відставання зменшилось під час кампанії.
Лейбористи вели, як правило, ефективні кампанії, виступаючи в телевізійних передачах під чуйним керівництвом Тоні Бенна. Вони проголосили свій маніфест під назвою «Британія належить тобі», який звинуватив Торі у самозаспокоєнні з приводу зростаючого розриву між багатими і бідними. Х'ю Гейтскелл допустив помилку, оголосивши, що лейбористський уряд не буде підвищувати податки, якщо він прийде до влади — навіть якщо трудовий маніфест містив обіцянки збільшити витрати, особливо на збільшення пенсій. Це зменшило кількість голосів, бо виборці засумнівались у лейбористах. Дослідники, зазвичай, називають цей факт однією з основних причин їх поразки.

## Результати
Рано в ніч виборів стало ясно, що уряд консерваторів було повернуто до влади із зростанням більшості. Протистояння з лейбористами лише спостерігалось в північно-західній Англії та в Шотландії.
На четвертих парламентських виборах поспіль, консерватори збільшили кількість своїх місць, незважаючи, навіть, на незначне зниження відсотка голосів за них.
Результат виборів для лейбористів був плачевним, попри значну їх згуртованість під керівництвом  Гейтскелла. Партії вже втретє не вдалося  виграти вибори.
Майбутній прем'єр-міністр Великої Британії Маргарет Тетчер була обрана вперше у Фінчлі. Майбутній лідер ліберальної партії Джеремі Торп був обраний вперше у Північному Девоні.
В «Дейлі Міррор», незважаючи на те, що газета була переконаним прихильником Лейбористської партії, побажали Макміллану «удачі» на своїй першій сторінці після його перемоги.
Бі-бі-сі висвітлювали хід виборів 9 жовтня 2009 року з нагоди 50-річчя перемоги консерваторів.
| 365          | 258        | 6   | 1   |
| Консерватори | Лейбористи | Ліб | Про |

Всі сторони показали. Старовіри входять націонал-ліберальна партія, Шотландська Юніоністська партія і Ольстера Юніоністів.
| Нова урядова більшість          | 100        |
| Загальне число голосів, поданих | 27,862,652 |
| Явка                            | 78.7 %     |

### Загальні результати
| Загальні результати     | Загальні результати     | Загальні результати | Загальні результати | Загальні результати |
| ----------------------- | ----------------------- | ------------------- | ------------------- | ------------------- |
|                         |                         |                     |                     |                     |
| Консерватори та юоністи | Консерватори та юоністи |                     | 49.4%               | 49.4%               |
| Лейбористи              | Лейбористи              |                     | 43.8%               | 43.8%               |
| Ліберали                | Ліберали                |                     | 5.9%                | 5.9%                |
| Незалежні               | Незалежні               |                     | 0.2%                | 0.2%                |
| Інші                    | Інші                    |                     | 1.0%                | 1.0%                |

Похибка для консерваторів 1,2 %

### Розподіл місць у парламенті
| Парламентські місця     | Парламентські місця     | Парламентські місця | Парламентські місця | Парламентські місця |
| ----------------------- | ----------------------- | ------------------- | ------------------- | ------------------- |
|                         |                         |                     |                     |                     |
| Консерватори та юоністи | Консерватори та юоністи |                     | 57.9%               | 57.9%               |
| Лейбористи              | Лейбористи              |                     | 41.0%               | 41.0%               |
| Ліберали                | Ліберали                |                     | 1.0%                | 1.0%                |
| Незалежні Conservative  | Незалежні Conservative  |                     | 0.2%                | 0.2%                |

## Маніфести
- The Next Five Years- 1959 Conservative manifesto.
- Britain Belongs to You: The Labour Party's Policy for Consideration by the British People — 1959 Labour Party manifesto.
- People Count — 1959 Liberal Party manifesto.